# 野々口航太
野々口 航太（ののぐち こうた、1985年2月13日 - ）は、大阪府大阪市住之江区出身のバスケットボール選手である。ポジションはポイントガード。183cm、75kg。

## 来歴
南港南中学校入学と同時にバスケ部に入部、12歳でバスケットボールを始める。

大商学園高校では2年連続で国体に出場。大阪産業大学でも関西選抜に選ばれる活躍を見せる。
卒業後の2007年、高松ファイブアローズのチームトライアウトに合格し入団。
2009年退団。実業団のタツタ電線に入団。